# Martin megye (Florida)
Martin megye az Amerikai Egyesült Államokban, azon belül Florida államban található. Megyeszékhelye Stuart, legnagyobb városa Palm City. Lakosainak száma 158 431 fő (2020. április 1.). Martin megye St. Lucie, Palm Beach, Hendry, Glades és Okeechobee megyékkel határos.

## Népesség
A megye népességének változása:
| Lakosok száma | 146 448 | 147 162 | 148 552 | 151 263 | 156 283 | 158 431 |
|               | 2010    | 2011    | 2012    | 2013    | 2015    | 2020    |